# Étienne François de Choiseul
Étienne François de Choiseul, vévoda de Choiseul, markýz de Stainville (Étienne-François de Choiseul-Beaupré-Stainville, duc de Choiseul et d'Amboise, marquis de Stainville, comte de Choiseul) (28. června 1719 Nancy – 8. května 1785 Paříž) byl francouzský státník, diplomat a generál 18. století. Řadu let patřil k významným osobnostem vlády Ludvíka XV., nejprve se uplatnil v armádě, později v diplomacii a nakonec zastával několik ministerských funkcí. Obecně bývá uváděn jako francouzský první ministr (1758–1770), formálně ale tento titul nezískal. Byl postupně ministrem zahraničí (1758–1761), poté ministrem války (1761–1770) a námořnictva (1761–1766) a nakonec opět zahraničí (1766–1770). V roce 1758 získal titul vévody. Za sedmileté války byl jedním ze strůjců francouzského neúspěchu především v koloniích proti Velké Británii, později ale inicioval reformy v armádě a námořnictvu a vyvinul značné úsilí o navrácení prestiže Francii v evropské diplomacii. Jeho vzestup byl do značné míry umožněn přízní milenky Ludvíka XV. markýzy de Pompadour, naopak vlivem další královy favoritky hraběnky du Barry upadl v roce 1770 do nemilosti a jeho kariéra skončila.

## Životopis
Pocházel ze starého šlechtického rodu připomínaného od 13. století. Narodil se jako starší syn Françoise Josepha de Choiseul, markýze de Stainville (1696–1769), který působil ve službách lotrinských vévodů. Na otcův popud vstoupil do francouzské armády a zúčastnil se již války o polské dědictví (1733–1735), ve dvaceti letech byl podporučíkem. Za války o rakouské dědictví se zúčastnil francouzské okupace Čech, později byl účastníkem bitvy u Dettingenu. Následně se zúčastnil bojů v Itálii, kde se v roce 1744 vyznamenal při obléhání pevnosti Cuneo a bitvy u Madonna dell'Olmo. Pod velením Mořice Saského poté bojoval ve Flandrech. V roce 1745 byl povýšen na plukovníka (1745), později dosáhl hodnosti maréchal de camp (generálmajor, 1751).

### Sedmiletá válka

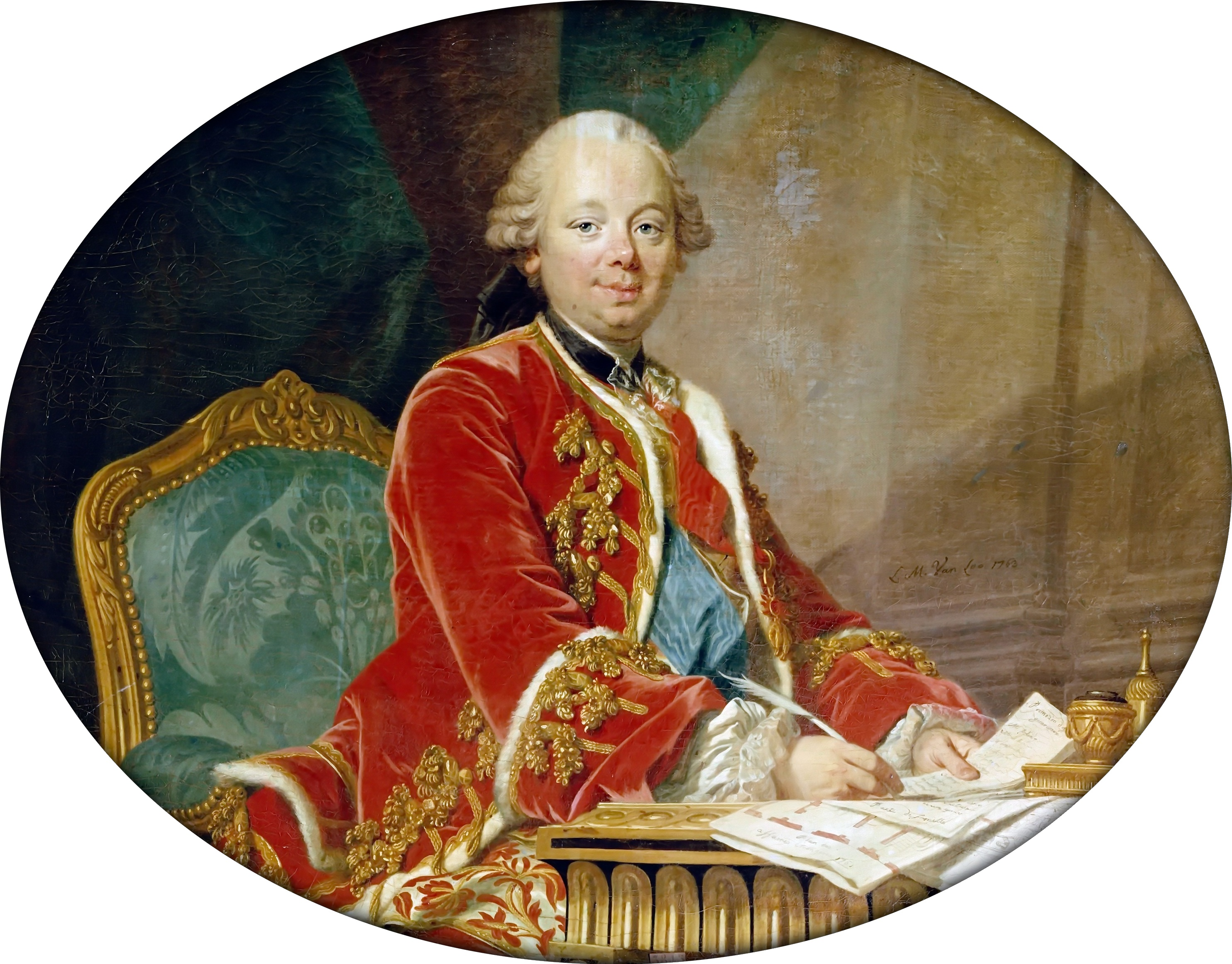
Portrét ze sbírek Muzea ve Versailles

V roce 1753 byl jmenován velvyslancem v Římě a díky vlivu markýzy de Pompadour přešel v roce 1757 na post velvyslance ve Vídni. Zde měl za úkol upevnit nově vzniklé francouzsko-rakouské spojenectví a byl autorem druhé versailleské smlouvy zavazující oba státy ke společnému postupu proti Prusku během sedmileté války. V roce 1758 byl povolán zpět do Francie a jmenován ministrem zahraničních věcí. V této funkci setrval do roku 1761 a poté byl ministrem války (1761–1770), v letech 1761–1766 byl souběžně ministrem námořnictva. Mimo aktivní službu v armádě byl ještě povýšen do hodnosti generálporučíka (1760), později zastával čestnou hodnost generálporučíka švýcarské gardy. Od roku 1760 byl také guvernérem v provincii Touraine, kde později zakoupil rozsáhlé statky se zámkem Chanteloup.
Za sedmileté války prosazoval ambiciózní plán francouzského vpádu na britské ostrovy, což však bylo znemožněno několika porážkami Francie na moři. Stejně tak neuspěl v Německu a od konce roku 1760 se zabýval myšlenkou mezinárodního kongresu, který by válku ukončil (konal se v roce 1761 v Augsburgu). V konkrétních bodech jednání se několikrát dostal do sporu s kancléřem Kounicem, který byl hlavním představitelem spojenecké habsburské monarchie. Choiseul mezitím inicioval rodinnou smlouvu mezi francouzskými a španělskými Bourbony namířenou proti Británii, zvrátit celkový výsledek války se však již nepodařilo. Jako ministr zahraničí a později ministr války byl konfrontován s nepříznivými důsledky sedmileté války, které pro Francii znamenaly především ztráty v zámořských koloniích. Na základě svých vojenských zkušeností se poté ve funkci ministra války pokoušel o reformy v armádě a obnovení prestiže Francie v mezinárodním měřítku.

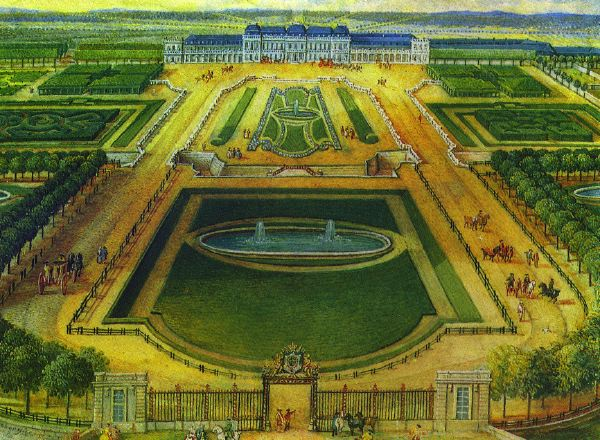
Zámek Chanteloup (Touraine), hlavní rodové sídlo od roku 1761

Od roku 1766 byl znovu ministrem zahraničí a stále zůstával přední osobností vlády Ludvíka XV. Zasahoval i do vnitřních poměrů a přední osobnosti osvícenství jej vnímaly jako politika s poměrně liberálními názory. Podporoval například vydávání slavné Encyklopedie. Jeho snahy o omezení moci církve vyvrcholily vyhnáním jezuitů z Francie (1764), na které později navázalo zrušení celého řádu papežem Klementem XIV. K dílčím úspěchům v zahraniční politice patřilo získání ostrova Korsika od Janovské republiky. I když po sedmileté válce došlo k ochlazení vztahů se spojeneckým Rakouskem a příklonu ke Španělsku (na základě bourbonské rodinné smlouvy z roku 1761), podílel se na sjednání sňatku Ludvíka XVI. s arcivévodkyní Marií Antoinettou v roce 1770. Jeho zdánlivě silnou pozicí u dvora otřáslo zapletení do intrik proti nové králově milence hraběnce du Barry, která v součinnosti se svými příznivci (kancléř René de Maupeou) dosáhla Choiseulova odvolání. Choiseulův pád do nemilosti bývá často uváděn jako příklad svévole královy milenky, měl ale i širší politické pozadí. Jednalo se o další pokus vyvolat válku s Británií ve sporu o Falklandy a o tomto záměru Choiseulova nebyl král informován.
Nekompromisní způsob, jakým Ludvík XV. odvolával své ministry pod vlivem milenky hraběnky du Barry, dokládá doslovný přepis krátkého vzkazu o výpovědi vévody de Choiseul ze státních služeb datovaný 24. prosince 1770: Můj bratranče! Nespokojenost, kterou mi Vaše služby způsobují, mne donutila, abych Vás vypověděl do Chanteloup, kam se odeberete do 24 hodin. Mějte se na pozoru, aby Vaše chování nezavdalo příčiny použít přísnějšího opatření. Prosím Boha, aby Vás podržel ve své svaté ochraně. Ludvík
V letech 1770–1774 pobýval ve vyhnanství na zámku Chanteloup, který se stal centrem čilého společenského života. Spolu s ním zde žila také sestra vévodkyně de Gramont. Po nástupu Ludvíka XVI. na trůn se mohl vrátit ke dvoru (1774), ale žádný další úřad již nezískal.
Jako vyslanec ve Vatikánu získal Řád sv. Ducha (1757), po návratu z Vídně a jmenování do funkce ministra zahraničí byl povýšen na vévodu s právem paira (1758), později získal ještě titul vévody d'Amboise (1766). V souvislosti s rodinnou smlouvou mezi francouzskými a španělskými Bourbony získal od španělského krále Karla III. Řád zlatého rouna (1761).
Vévoda de Choiseul byl inteligentní a bystrý státník s vynikajicím vzděláním, širokým rozhledem a četnými zájmy, v mládí ve službě v armádě vynikl i statečností. Ve své aristokratické povýšenosti podléhal však sebeklamu, že z něj bude druhý Richelieu nebo Mazarin. Jako mnozí jiní té doby však během dynastických válek 18. století podcenil vzrůstající vojenskou moc Pruska. Mimo jiné proslul jako významný mecenáš umění, zajímal se o hudbu a divadlo a na svých sídlech soustředil hodnotnou sbírku obrazů, rozptýlenou později do různých galerií po celém světě.

## Rodinné a majetkové poměry

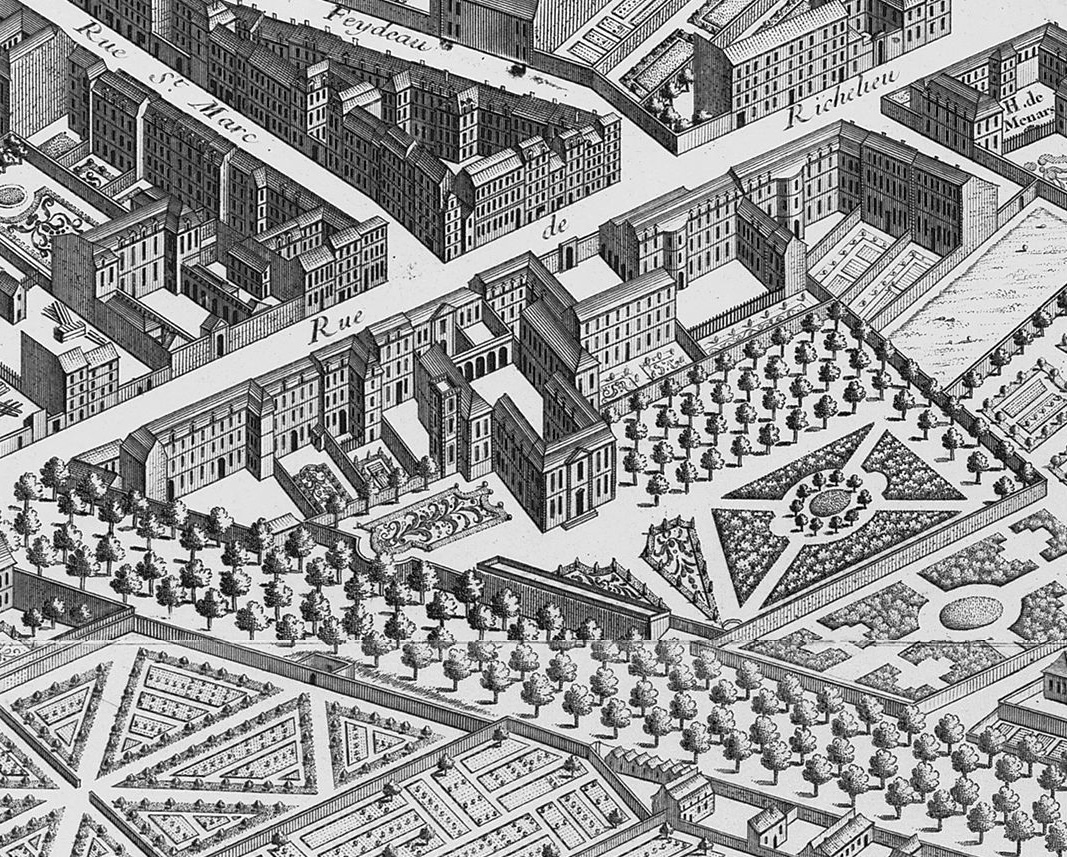
Palác Hôtel de Choiseul v Paříži

V roce 1750 se oženil s Louise Honorine de Crozat (1737–1801), která pocházela z bohaté bankéřské rodiny. Tímto sňatkem získal Choiseul značné příjmy a také palác Hôtel de Crozat v Paříži, později známý jako Hôtel de Choiseul. V roce 1761 koupil panství Chanteloup v Touraine s rozsáhlými pozemky. Zámek Chanteloup patřil v té době k honosným venkovským sídlům a proslul především svou zahradní architekturou. Po smrti vévody de Choiseul koupil toto panství vévoda de Penthièvre pocházející z nemanželského potomstva Ludvíka XIV.
Jeho mladší bratr Léopold Charles de Choiseul (1724–1774) byl duchovním a nakonec arcibiskupem v Cambrai (1764–1774). Nejmladší bratr Jacques Philippe de Choiseul, vévoda de Stainville (1727–1789), sloužil v armádě a dosáhl hodnosti maršála Francie (1783), svou kariéru završil jako guvernér Lotrinska a Alsaska (1788–1789). Jeho dcera Marie Stéphanie (1763–1833) se provdala za svého vzdáleného bratrance Clauda Antoina de Choiseul (1760–1838), který byl jako adoptivní syn vévody de Choiseul jeho dědicem.
Sestra Béatrice (1729–1794) byla původně předurčena k životu v klášteře, v roce 1759 se ale provdala za Antoina VII. vévodu de Gramont (1722–1801). Po smrti markýzy de Pompadour měla ambice stát se novou královou milenkou, což se ale nestalo, byť klan Choiseulů v tomto směru vyvinul značné úsilí. Později se dostala do konfliktu s následující královou metresou hraběnkou du Barry a nepřímo tak zapříčinila konec kariéry svého bratra i bratrance vévody Praslina. Vévodkyně de Gramont byla za velké francouzské revoluce popravena za financování royalistické armády.